# Noc Ac (Mérida)
Noc Ac es una localidad situada en el municipio de Mérida, en el estado de Yucatán, México. Según el censo de 2020, tiene una población de 532 habitantes.
En la estructura político-administrativa del municipio de Mérida, Noc Ac es una subcomisaría.
La población tiene un cenote muy visitado por espeleólogos y turistas. 

## Toponimia
El nombre (Noc Ac) significa en idioma maya tortuga volteada, si se entiende que noc significa embrocada o volteada y ac significa tortuga.

## Localización
La localidad de Noc Ac está ubicada a 29 kilómetros al norte del centro de la ciudad de Mérida, al poniente de la autopista que une la capital del estado con el puerto de Progreso.

## Hechos históricos
En este pequeño pueblo nació Francisco Luna Kan, quien fue gobernador de Yucatán.

## Las haciendas en Yucatán
Las haciendas en Yucatán fueron organizaciones agrarias que surgieron a finales del siglo XVII y en el curso del siglo XVIII, a diferencia de lo que ocurrió en el resto de México y en casi toda la América hispana, en que estas fincas se establecieron casi inmediatamente después de la conquista y durante el siglo XVII. En Yucatán, por razones geográficas, ecológicas y económicas, particularmente la calidad del suelo y la falta de agua para regar, tuvieron una aparición tardía.
Una de las regiones de Yucatán en donde se establecieron primero haciendas maiceras y después henequeneras fue la colindante y cercana con Mérida. A lo largo de los caminos principales como en el "camino real" entre Campeche y Mérida, también se ubicaron estas unidades productivas. Fue el caso de los latifundios de Yaxcopoil, Xtepén, Uayalceh, Temozón, Itzincab y San Antonio Sodzil.
Ya en el siglo XIX, durante y después la llamada Guerra de Castas, se establecieron las haciendas henequeneras en una escala más amplia en todo Yucatán, particularmente en la región centro norte, cuyas tierras tienen vocación para el cultivo del henequén.
En el caso de Noc Ac, al igual que la mayoría de las otras haciendas, dejó de serlo, con peones para el cultivo de henequén, para convertirse en un ejido, es decir, en una unidad colectiva autónoma con derecho comunitario de propiedad de la tierra, a partir del año 1937, después de los decretos que establecieron la reforma agraria en Yucatán promulgados por el presidente Lázaro Cárdenas. El casco de la hacienda permaneció como propiedad privada.

## Demografía
Según el censo de 2020 realizado por el INEGI, la población de la localidad es de 532 habitantes, de los cuales 272 son hombres y 260 son mujeres.
| 259                         | 246 | 273 | 237 | 225 | 249 | 273 | 346 | 345 | 370 | 392 | 532 |
| (Fuente: INEGI [Consultar]) |     |     |     |     |     |     |     |     |     |     |     |